# Триатлон на Азиатских играх
Соревнования по триатлону проводятся на летних Азиатских играх начиная с 2006 года для мужчин и женщин.

## Виды соревнований
| Мужчины, индивидуальный зачёт | X | X | X | X | X | 5 |  |  |
| Женщины, индивидуальный зачёт | X | X | X | X | X | 5 |  |  |
| Смешанная эстафета            |   |   | X | X | X | 3 |  |  |
|                               |   |   |   |   |   |   |  |  |
| Всего                         | 2 | 2 | 3 | 3 | 3 |   |  |  |

## Призёры соревнований

### Мужчины, индивидуальный зачёт
| Год  | Золото                   | Серебро                      | Бронза                     |
| ---- | ------------------------ | ---------------------------- | -------------------------- |
| 2006 | Казахстан · Дмитрий Гааг | Гонконг · Daniel Lee         | Казахстан · Даниил Сапунов |
| 2010 | Япония · Yuichi Hosoda   | Япония · Ryosuke Yamamoto    | Казахстан · Дмитрий Гааг   |
| 2014 | Япония · Yuichi Hosoda   | Япония · Hirokatsu Tayama    | Китай · Bai Faquan         |
| 2018 | Япония · Jumpei Furuya   | Казахстан · Ayan Beisenbayev | Китай · Li Mingxu          |

### Женщины, индивидуальный зачёт
| Год  | Золото                  | Серебро                    | Бронза                           |
| ---- | ----------------------- | -------------------------- | -------------------------------- |
| 2006 | Китай · Wang Hongni     | Япония · Ai Ueda           | Япония · Akiko Sekine            |
| 2010 | Япония · Mariko Adachi  | Япония · Akane Tsuchihashi | Республика Корея · Jang Yun-jung |
| 2014 | Япония · Ai Ueda        | Япония · Juri Ide          | Китай · Wang Lianyuan            |
| 2018 | Япония · Yuko Takahashi | Китай · Zhong Mengying     | Макао · Hoi Long                 |

### Смешанная эстафета
| Год  | Золото                                                              | Серебро                                                                   | Бронза                                                            |
| ---- | ------------------------------------------------------------------- | ------------------------------------------------------------------------- | ----------------------------------------------------------------- |
| 2014 | Япония · Yuka Sato · Hirokatsu Tayama · Ai Ueda · Yuichi Hosoda     | Республика Корея · Jeong Hye-rim · Heo Min-ho · Kim Gyu-ri · Kim Ji-hwan  | Китай · Xin Lingxi · Duan Zhengyu · Huang Yuting · Bai Faquan     |
| 2018 | Япония · Yuka Sato · Jumpei Furuya · Yuko Takahashi · Yuichi Hosoda | Республика Корея · Jang Yun-jung · Kim Ji-hwan · Park Ye-jin · Heo Min-ho | Гонконг · Bailee Brown · Law Leong Tim · Hilda Choi · Wong Tsz To |

## Медальный зачёт
суммарно медали для страны во всех видах соревнований
| Место          | Страна           | Золото | Серебро | Бронза | Всего |
| -------------- | ---------------- | ------ | ------- | ------ | ----- |
| 1              | Япония           | 8      | 5       | 1      | 14    |
| 2              | Китай            | 1      | 1       | 4      | 6     |
| 3              | Казахстан        | 1      | 1       | 2      | 4     |
| 4              | Республика Корея | 0      | 2       | 1      | 3     |
| 5              | Гонконг          | 0      | 1       | 1      | 2     |
| 6              | Макао            | 0      | 0       | 1      | 1     |
| Всего стран: 6 | Всего стран: 6   | 10     | 10      | 10     | 30    |